# Reinhard Scheerenberg
Reinhard Sche(e)renberg,  (Amsterdam, 1769 - Den Haag, 7 oktober 1834) was een Amsterdamse fabrikant die door de handel op China rijk was geworden. Als zoon van een Amsterdams koopman die rijk was geworden door de handel op China, woonde hij aan de Herengracht in Amsterdam.

## Buitenhuizen

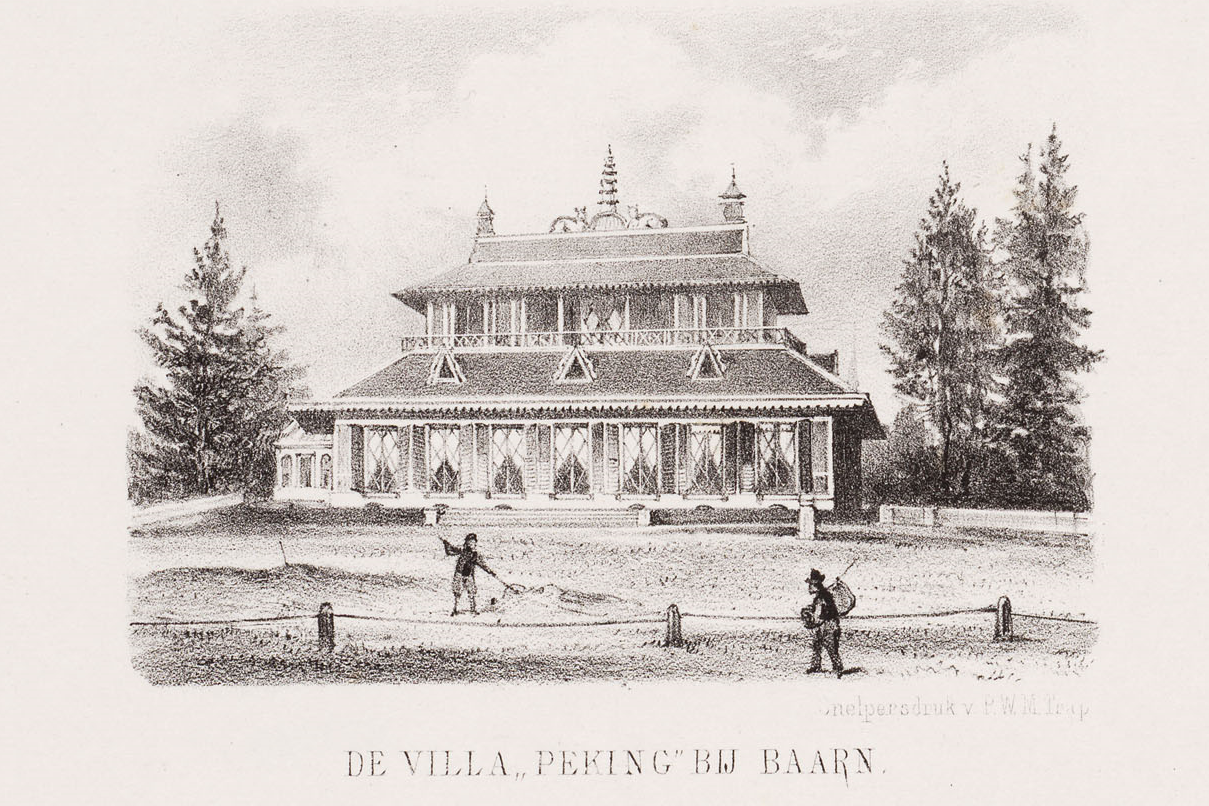
Villa Peking, gesloopt in 1890

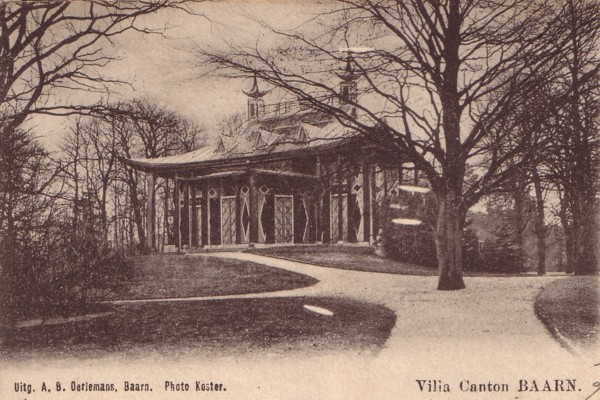
Huize Canton, gesloopt in 1910

In 1791 laat Reinhard Jansz. Scheerenberg het buitenhuis Peking in Chinese stijl optrekken tegenover de Torenlaan in Baarn. Hij was bekend met deze omgeving doordat hij via moederskant verwant was aan het geslacht  Deutz die ruim honderd jaar lang eigenaars van de hofstede De Eult waren geweest.  
In 1793 laat hij het buiten Huize Canton aan de Javalaan eveneens in Chinese stijl bouwen. Van de omringende parken resteert alleen de Pekingtuin. Het vroegere Pekingbos werd in 1925 na veel protesten verkaveld tot de woonwijk Pekingbos. Samen met huize Peking was Canton destijds met haar Chinese bouwstijl een opvallende villa in Baarn. Reinhard nam op 26-jarige leeftijd in Den Haag zitting als "Representant van het volk van Utrecht" en werd daarbij "geïntroduceert" door Pieter Pijpers, de dichter van "Eemlandsch Tempe".
Rond 1794 liet Scheerenberg een nieuwe dorpsschool bouwen, in ruil daarvoor kreeg hij het oude schoolterrein dat aan zijn bezittingen aan de Hoofdstraat grensde. 
Reinhard huwde in 1799 de zestienjarige Elisabeth Sara van Polanen. Elisabeth was met haar moeder, de echtgenote van de toenmalige gezant van de Bataafse Republiek in de Verenigde Staten (Philadelphia), uit Parijs naar Baarn gekomen. Het jonge echtpaar vestigde zich op Peking. Vanaf 1802 woonden zij in het nieuw gebouwde Huis Schoonoord.

## Tapijtfabriek
In 1802 richt hij een tapijtfabriek aan de Hoofdstraat op met twee weefgetouwen en begon een spinschool. In de fabriek werden kleden van koehaar gemaakt. Dit koehaar was een afvalproduct van leerlooierijen. Deze werden aangevoerd via de Eem die ook schoon spoelwater leverde. In 1807 werkten er totaal driehonderd arbeiders en waren er ook spinscholen in omliggende dorpen. Voor de werklieden werden nieuwe woningen gebouwd.

## Schulden
De nieuwe schoonmoeder nam echter steeds meer het roer in handen en maakte grote schulden. Scheerenberg bezwaarde gaandeweg al zijn bezit met hypotheek en verkocht ten slotte in 1808 Cleyn Peking en Canton voor ƒ 60.000.- aan koning Lodewijk Napoleon. In 1808 kwam Scheerenberg in geldnood en was gedwongen om de huizen Villa Peking en Canton te verkopen. In 1809 was hij ook gedwongen om de fabriek en zijn andere bezittingen te verkopen. Het huis Schoonoord werd verkocht aan P.J. Saportas, de directeur van zijn tapijtenfabriek. Hijzelf verhuisde toen naar Utrecht, waar hij zich op maatschappelijk gebied bleef bewegen.
Nadat zijn vrouw op 31-jarige leeftijd in 1813 overleed, vestigde hij zich in Den Haag, waar hij 7 oktober 1834 zou overlijden.

## Schrijver
In l807 schrijft hij een Verhandeling aan de hollandsche huishoudelijke maatschappij, te Haarlem, over de vereischtens, welke bij het oprichten eener fabriek gevordert worden, om zich van een goed gevolg in zijne onderneming, te kunnen verzekerd houden. Nadat hij in l8l6 zijn Bedenkingen over de armoede, en door welke middelen het aantal der armen in Nederland zouden kunnen worden verminderd schreef, werd hij door koning Willem I tot lid van de staatscommissie voor het armenwezen benoemd.
Op 65-jarige leeftijd overleed Reinhard Scheerenberg in Den Haag. Hij werd daarna in de dagbladen vermeld als in leven geattacheerd aan het Minsterie van Binnenlandsche Zaken.